# Glacera de Ferpècle
La glacera de Ferpècle és una glacera dels Alps que s'estén a Suïssa al cantó del Valais.
La glacera té l'inici al Col d'Hérens, al nord-est de la Tête Blanche. Flueix cap al nord entre Mont Miné a l'oest i Dent Blanche a l'est. Al nord del Mont Miné, les seves aigües en fusió donen lloc a la Borgne de Ferpècle, que és un afluent del Borgne (afluent del Roine).
A l'època romana, una pista de mules molt freqüentada unia la Val d'Hérens amb la Valpelline a Itàlia; encara es conserven trams d'aquest alt camí alpí.